# Macedonia del Norte en los Juegos Olímpicos
Macedonia del Norte en los Juegos Olímpicos está representada por el Comité Olímpico Macedonio, miembro del Comité Olímpico Internacional desde el año 1993. Antes de la disolución de Yugoslavia en 1991, los deportistas macedonios compitieron de 1920 a 1988 bajo la bandera de Yugoslavia y en 1992, conjuntamente con los de Yugoslavia, bajo la denominación de Participantes Olímpicos Independientes.
Ha participado en 8 ediciones de los Juegos Olímpicos de Verano, su primera presencia tuvo lugar en Atlanta 1996. El país ha obtenido dos medallas: una de plata y una de bronce.
En los Juegos Olímpicos de Invierno ha participado en 7 ediciones, siendo Nagano 1998 su primera aparición en estos Juegos. El país no ha conseguido ninguna medalla en las ediciones de invierno.

## Medalleros

### Por edición
| Evento              | Oro | Plata | Bronce | Total |
| ------------------- | --- | ----- | ------ | ----- |
| Atlanta 1996        | 0   | 0     | 0      | 0     |
| Sídney 2000         | 0   | 0     | 1      | 1     |
| Atenas 2004         | 0   | 0     | 0      | 0     |
| Pekín 2008          | 0   | 0     | 0      | 0     |
| Londres 2012        | 0   | 0     | 0      | 0     |
| Río de Janeiro 2016 | 0   | 0     | 0      | 0     |
| Tokio 2020          | 0   | 1     | 0      | 1     |
| París 2024          | 0   | 0     | 0      | 0     |
| TOTAL               | 0   | 1     | 1      | 2     |

| Evento              | Oro | Plata | Bronce | Total |
| ------------------- | --- | ----- | ------ | ----- |
| Nagano 1998         | 0   | 0     | 0      | 0     |
| Salt Lake City 2002 | 0   | 0     | 0      | 0     |
| Turín 2006          | 0   | 0     | 0      | 0     |
| Vancouver 2010      | 0   | 0     | 0      | 0     |
| Sochi 2014          | 0   | 0     | 0      | 0     |
| Pyeongchang 2018    | 0   | 0     | 0      | 0     |
| Pekín 2022          | 0   | 0     | 0      | 0     |
| TOTAL               | 0   | 0     | 0      | 0     |

### Por deporte
Deportes de verano
| Evento    | Oro | Plata | Bronce | Total |
| --------- | --- | ----- | ------ | ----- |
| Lucha     | 0   | 0     | 1      | 1     |
| Taekwondo | 0   | 1     | 0      | 1     |
| TOTAL     | 0   | 1     | 1      | 2     |